# Lumio
Lumio är en kommun i departementet Haute-Corse på ön Korsika i Frankrike. Kommunen ligger i kantonen Calvi som tillhör arrondissementet Calvi. År 2022 hade Lumio 1 189 invånare.

## Befolkningsutveckling
Antalet invånare i kommunen Lumio
Referens:INSEE